# Homosexualität in San Marino

Geografische Lage von San Marino

Homosexualität in San Marino ist legal, eine Anerkennung gleichgeschlechtlicher Paare staatlicherseits steht jedoch noch aus.

## Legalität
Das Totalverbot von Homosexualität wurde in San Marino im Jahr 1865 abgeschafft. Im Jahre 1974 jedoch verabschiedete das Parlament von San Marino ein neues Strafgesetzbuch, das 1975 in Kraft trat und in § 274 homosexuelle Handlungen bei Erregung öffentlichen Ärgernisses unter Strafe stellte. Allerdings gibt es keine Berichte, dass § 274 jemals angewendet wurde. 2004 wurde der § 274 des Strafgesetzbuches durch das Gesetz Nr. 121 vom 23. September 2004 aufgehoben.
Das Schutzalter ist, wie in Italien, einheitlich auf 14 Jahre festgelegt.

## Antidiskriminierungsgesetze
Seit Juni 2019 besteht ein Antidiskriminierungschutz der sexuellen Orientierung in der Verfassung. Im November 2018 wurde parlamentarisch der Schutz der sexuellen Orientierung zuvor beraten.

## Anerkennung gleichgeschlechtlicher Paare
San Marino hat gleichgeschlechtliche Partnerschaften landesweit durch die Einführung von Eingetragenen Partnerschaften seit November 2018 gesetzlich anerkannt. Seit 2016 lagen im Parlament verschiedene Gesetzentwürfe zur Beratung vor, die ein Lebenspartnerschaftsinstitut für gleichgeschlechtliche Paare ermöglichen sollen. Im November 2018 befürwortete das Parlament von San Marino die Einführung von Lebenspartnerschaften für homosexuelle Paare und ermöglichte die Stiefkindadoption für verpartnerte Paare.

## Gesellschaftliche Situation
Eine homosexuelle Szene existiert nicht.
Mit Paolo Rondelli wurde im April 2022 ein homosexueller Capitano Reggente gewählt. Dadurch wurde die Republik San Marino zum ersten Staat der Welt, der ein bekennend homosexuelles Staatsoberhaupt gewählt hat.